# Cuenco de Hasanlu
El cuenco de Hasanlu (en persa: جام طلای حسنلو‎) es un antiguo artefacto, una copa o cuenco de oro], decorado en relieve, y que actualmente se encuentra en el Museo Nacional de Irán.
Fue descubierto por Robert H. Dyson en 1958 mientras excavaba el sitio de Tepe Hasanlu, cerca de la ciudad de Naqadeh, en el noroeste de Irán. Se estima que el cuenco data del año 800 a. C. aproximadamente.

## Decoración

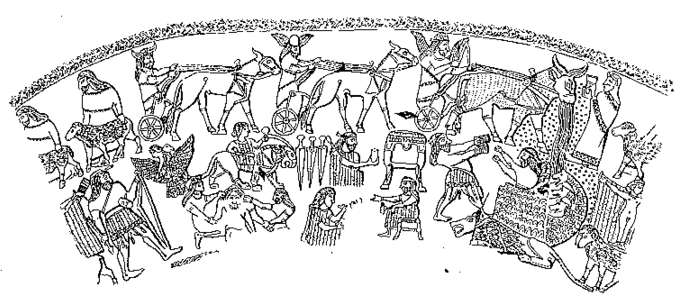
Los relieves alrededor del cuenco.

Los relieves muestran un complicado esquema con muchas figuras, entre ellas varios dioses, diversos animales, sacrificios y combates. La mayor parte está dividida en dos segmentos, con los dioses, montados en carros y con cabezas aladas, en la parte superior.